# Speak No Evil (2022)
Speak no Evil (Deens: Gæsterne) is een Deens-Nederlandse psychologische horrorfilm uit 2022, geregisseerd en mede geschreven door Christian Tafdrup. De hoofdrollen worden vertolkt door Fedja van Huêt, Karina Smulders, Morten Burian en Sidsel Siem Koch.

## Verhaal
Het Nederlandse echtpaar Patrick en Karin ontmoeten op vakantie in Toscane het Deense echtpaar Louise en Bjørn. Hun kinderen Agnes en Abel zijn ongeveer even oud en de gezinnen worden snel vrienden. Terug thuis ontvangen Louise en Bjørn een uitnodiging van hun Nederlandse vakantievrienden en het gezin vertrekt enthousiast naar Nederland. Het Deense gezin komt aan in een afgelegen huis in een dichtbebost stukje van Nederland en al meteen lijken Patrick en Karin zich vreemd te gedragen. Het blijkt ook dat Patrick gelogen heeft op vakantie toen hij vertelde dat hij dokter was en hij is agressief ten opzichte van zijn zoontje Abel. Al snel lopen de spanningen hoog op en het Deens gezin probeert terug naar huis te keren zonder hun gastgezin te beledigen.

## Rolverdeling
| Acteur           | Personage |
| ---------------- | --------- |
| Morten Burian    | Bjørn     |
| Sidsel Siem Koch | Louise    |
| Fedja van Huêt   | Patrick   |
| Karina Smulders  | Karin     |
| Liva Forsberg    | Agnes     |
| Marius Damslev   | Abel      |

## Productie
Speak No Evil is de derde speelfilm van regisseur Christian Tafdrup, die vooral als acteur actief is. Hij schreef het scenario samen met zijn broer Mads Tafdrup. Jacob Jarek trad op als producent en de productiekosten werden geschat op € 2,8 miljoen. In Denemarken en Nederland moesten de opnames tijdelijk worden onderbroken vanwege de coronapandemie. Er vonden ook opnames plaats in Italië.

## Release en ontvangst
Speak no Evil ging op 22 januari 2022 in première in de Midnight Section van het Sundance Film Festival en werd in de bioscoop uitgebracht in Denemarken op 17 maart 2022 en in Nederland op 21 juli 2022. De film kreeg overwegend positieve kritieken van de filmcritici, met een score van 84% op Rotten Tomatoes, gebaseerd op 98 beoordelingen.

## Prijzen en nominaties
De belangrijkste:
| Jaar | Prijs                   | Categorie             | Genomineerde(n)   | Uitslag     |
| ---- | ----------------------- | --------------------- | ----------------- | ----------- |
| 2022 | Filmfestival Oostende   | COOP!-competitie      | Christian Tafdrup | Genomineerd |
| 2022 | Filmfestival van Sitges | Fantàstic Competition | Christian Tafdrup | Genomineerd |

## Remake
In april 2023 werd aangekondigd dat Blumhouse Productions een remake met dezelfde naam aan het ontwikkelen was, met onder andere James McAvoy als hoofdrolspeler en James Watkins als scenarioschrijver en regisseur. De film zal door Universal Pictures in de bioscoop worden uitgebracht op 13 september 2024.